# Poul Nielsen (musikforsker)
 Der er flere personer med dette navn, se Poul Nielsen.
Poul Nielsen (22. marts 1939 – 22. november 1976) var en dansk musikforsker, der med en marxistisk motiveret musikfilosofi, udmøntet i det efterladte manuskript Musik og materialisme (1978) øvede stor indflydelse på musikstuderende og kolleger. Fra 1966 til sin død ansat ved Musikvidenskabeligt Institut i København. 1962-73 var han medarbejder ved Berlingske Tidende og i en årrække desuden redaktør for Dansk Musiktidsskrift (DMT).

## Værker
- 1971 Den musikalske formanalyse

- 1978 Musik og Materialisme Tre aspekter af Theodor W. Adornos musikfilosofi, København 352 s.
- 1978 "Hjerte og hjerne i musikken"